# 20060 Йоханнфорстер
20060 Йоханнфорстер (20060 Johannforster) — астероїд головного поясу, відкритий 15 серпня 1993 року.
Тіссеранів параметр щодо Юпітера — 3,199.